# Josean Díez de Quevedo
José Antonio Díez de Quevedo (Sant Sebastià, 1944) és un artista polifacètic de Sant Sebastià. També ha usat el pseudònim de Jadiku en les seves obres.

## Obra
L'Ajuntament de Sant Sebastià ha instal·lat dues escultures metàl·liques d'aquest artista en el seu espai públic:

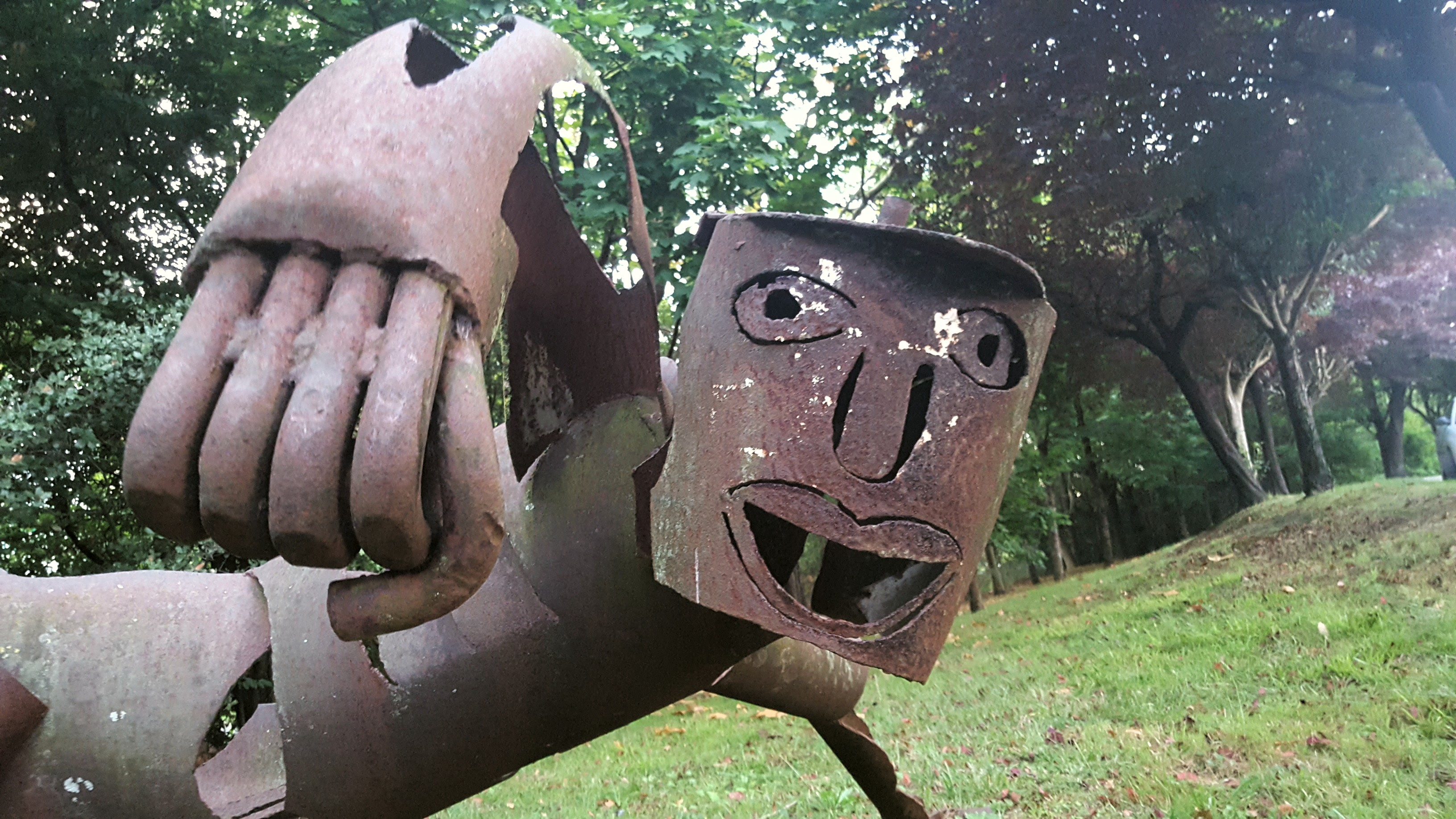
L'escultura Toka (2017) es troba en el barri d'Aiete. L'obra parla de Manuel Matxain i és un homenatge al qual va ser en diverses ocasions campió en competicions de toca. També va ser bertsolari i corredor de fons.[1][2]   - L'escultura Zergatik a Sant Sebastià. - Signatura de l'Escultura Toka a Sant Sebastià. - Escultura Toka a Sant Sebastià. - Escultura Toka a Sant Sebastià.
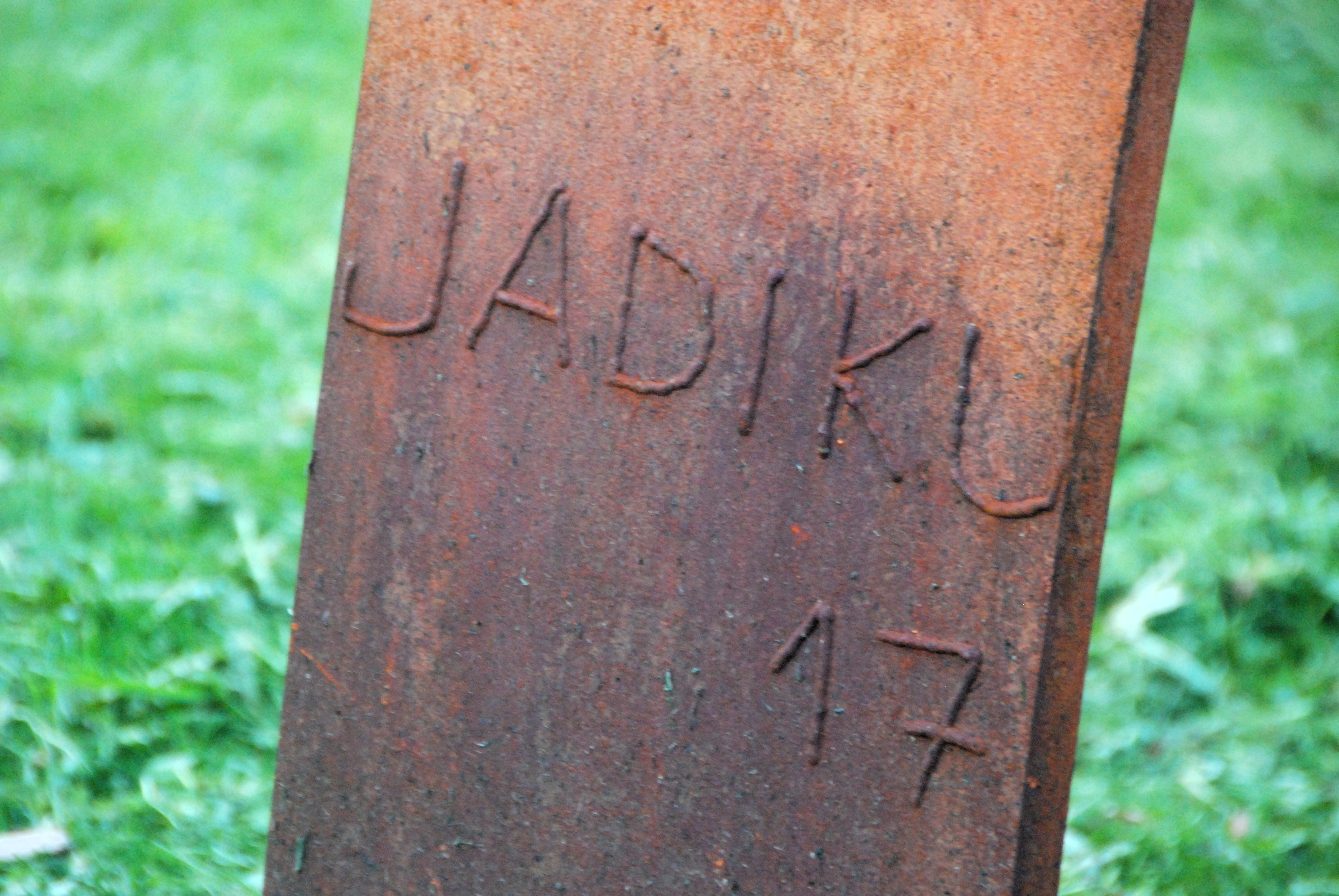
L'escultura Zergatik (1979) es troba en el barri d'Añorga Txiki. Sembla que diverses formes humanes plantegen una pregunta al visitant. El "per què" de l'obra ("zergatik" és "per què" en basc i títol de l'obra), a més de generar curiositat també presenta una característica secreta.
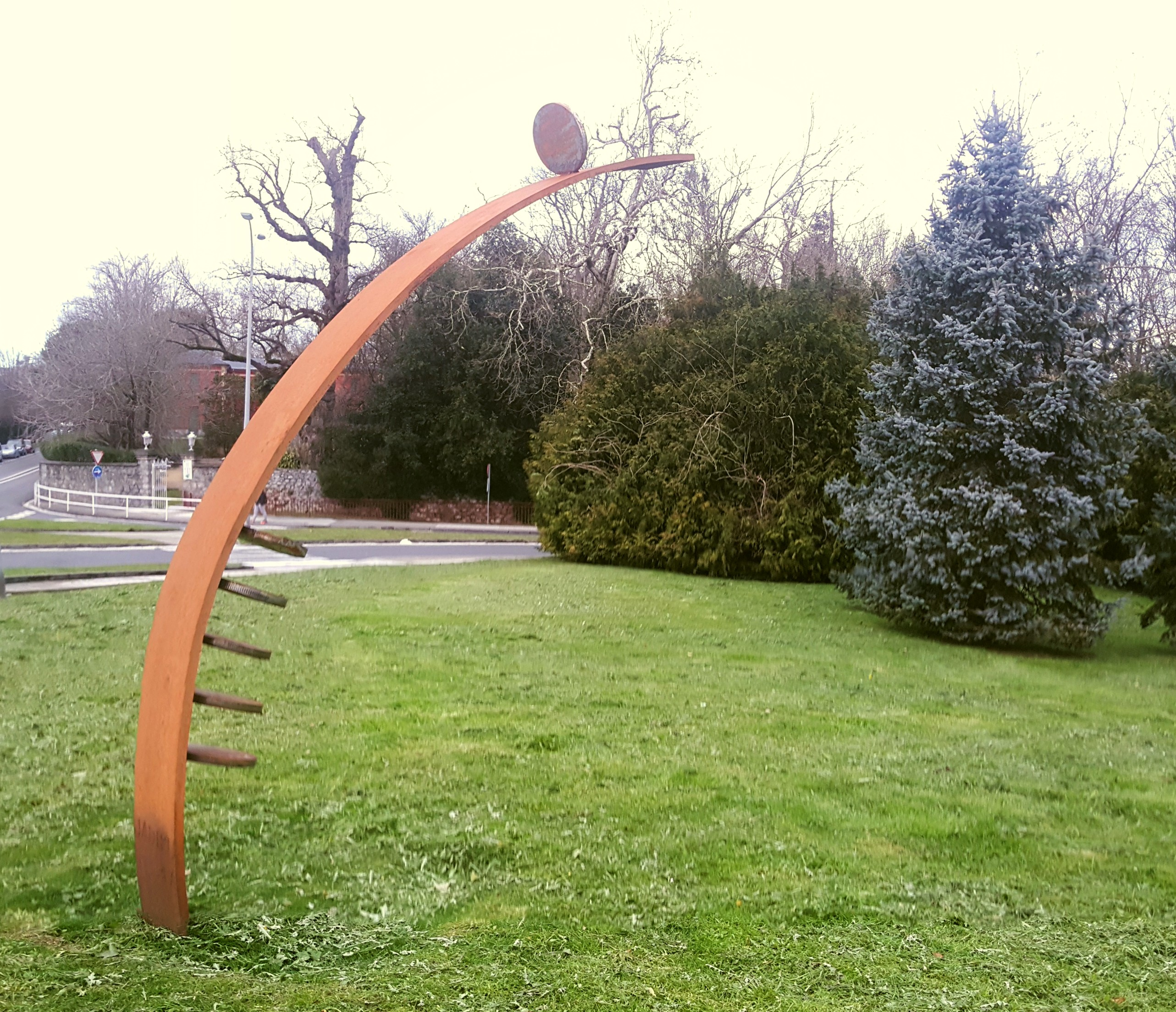
Escultura Toka a Sant Sebastià.
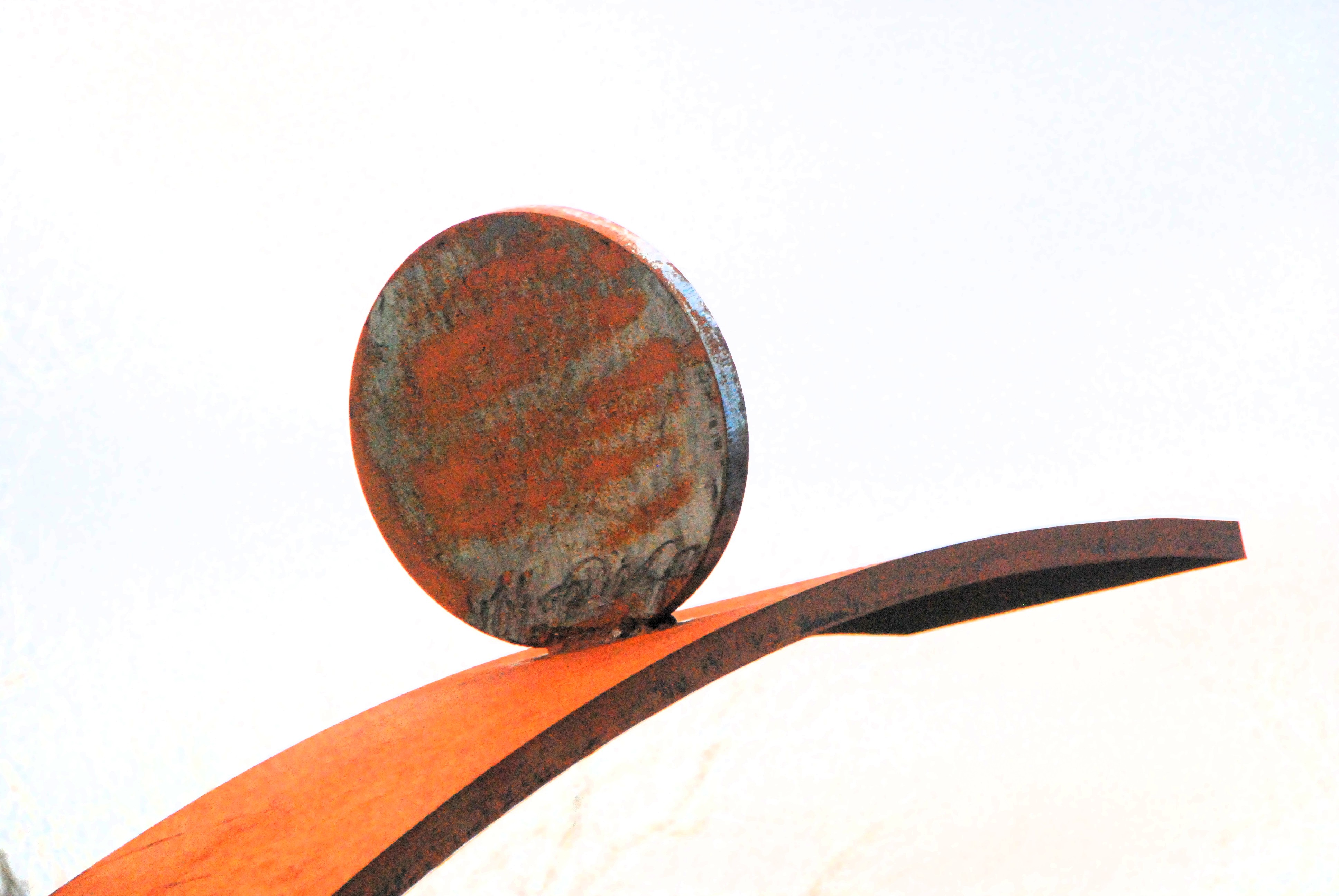
Escultura Toka a Sant Sebastià.

L'escultura de Jadiku En Parc / Parkean va ser col·locada a Vielha el 2022 com a reconeixement a l'esforç realitzat per les persones majors durant la pandèmia (en aranès: "Aumenatge ara nòsta gent grana que tant trabalhen entà que'aguest país non s'arture"). Està situada entre l'Hospital i la Llar del Jubilat ("Casau deth Jubilat"). 

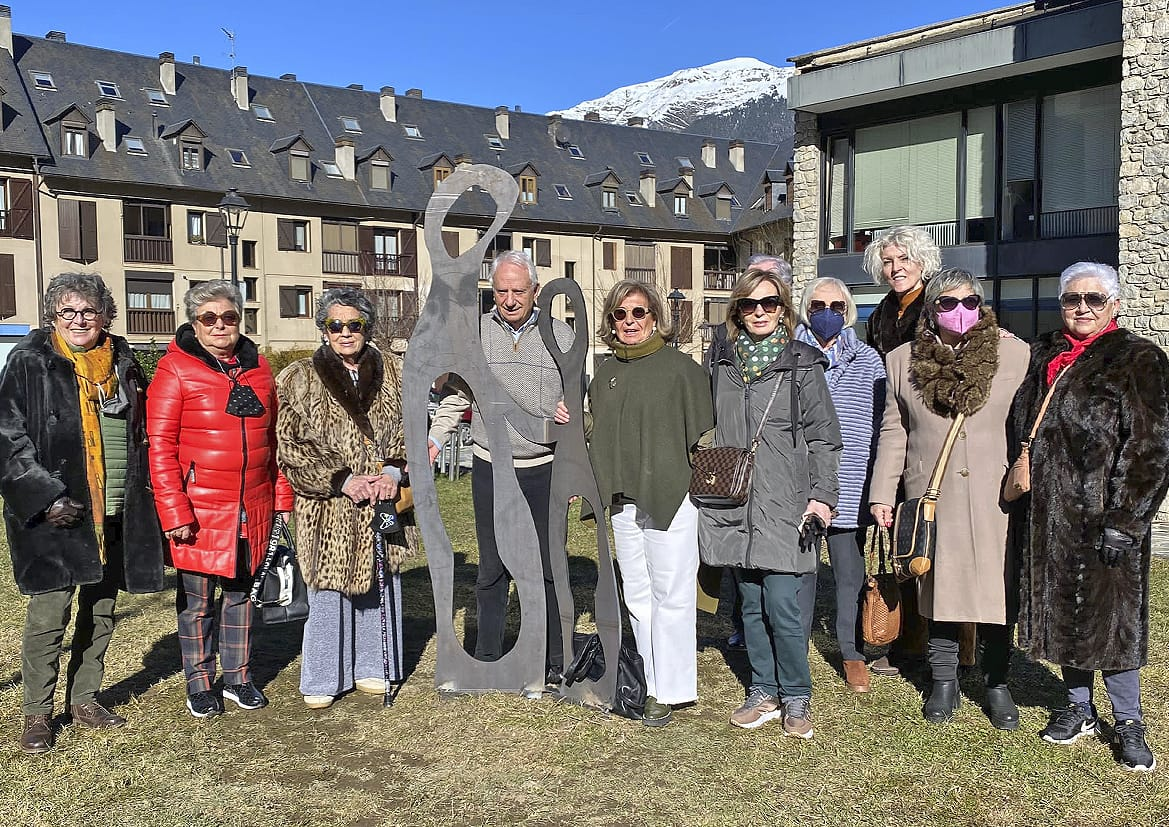
Escultura En Parc en Vielha (2022)
Escultura En Parc (Sant Sebastià, 2020)
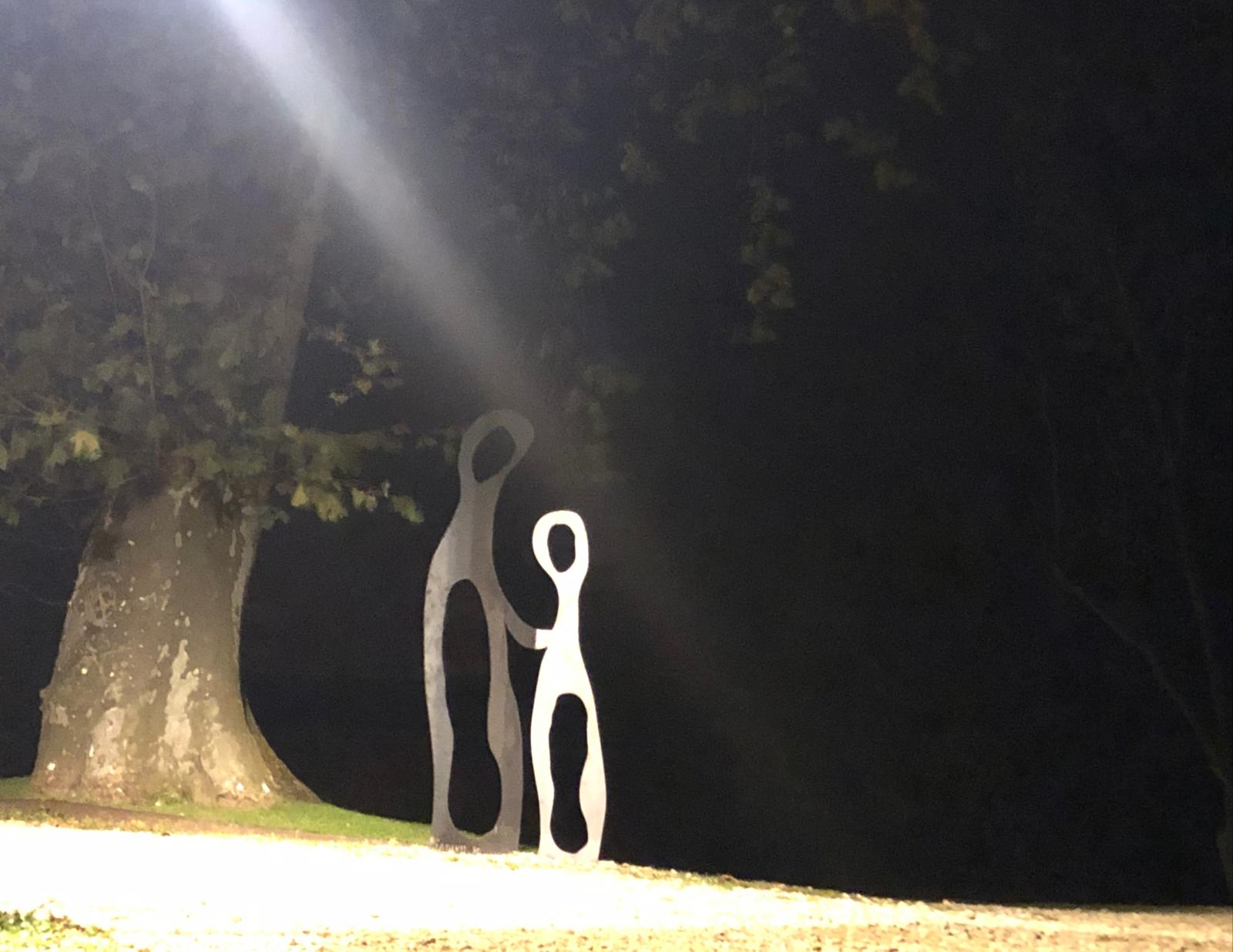
Escultura En Parc al Parc de Ayete a Sant Sebastià (2020)

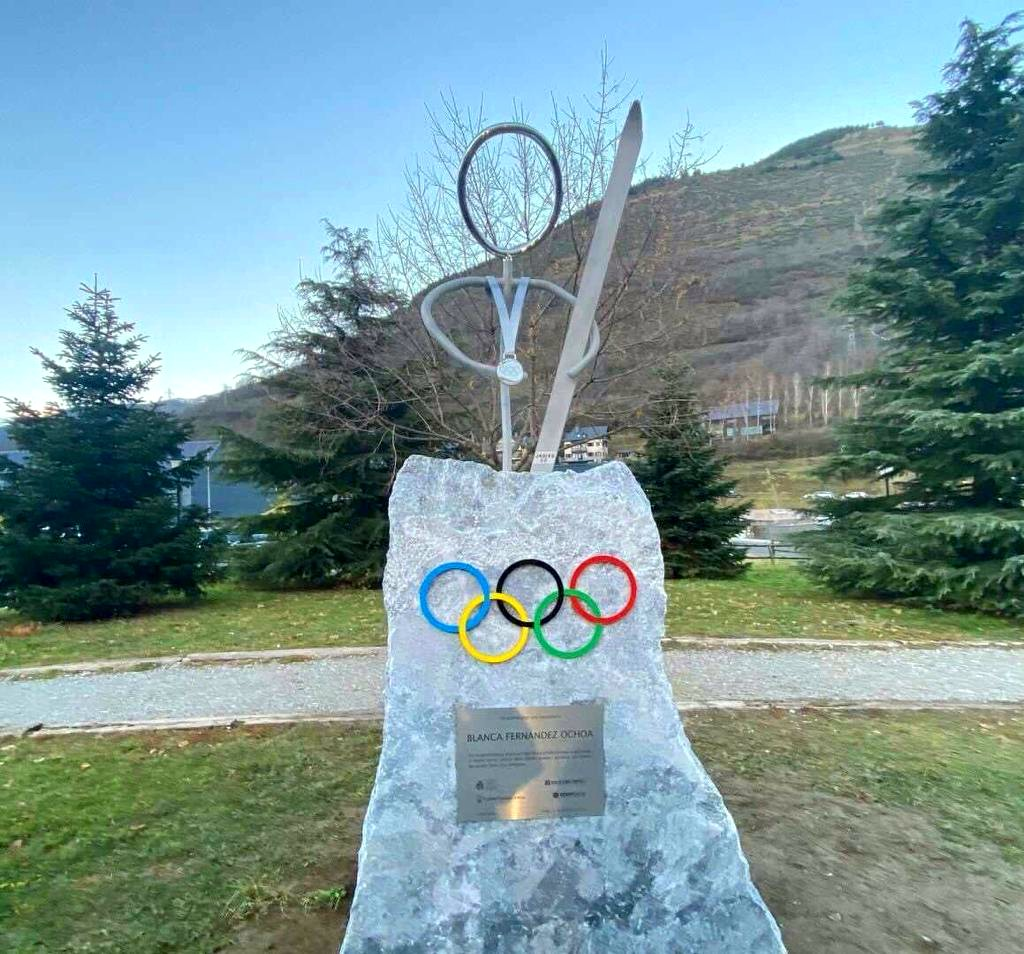
Vielha. Homenatge a l'esquiadora Blanca Fernández Ochoa

El poble de Vielha també va col·locar en 2022 una segona escultura en honor a l'esquiadora olímpica madrilenya Blanca Fernández Ochoa. Fernández Ochoa era de Madrid, però acudia amb freqüència a Vielha per a esquiar. L'escultura se situa al costat de l'Institut d'Aran, en l'antic col·legi Juan March, on Blanca i la majoria dels seus germans van estudiar en l'època en la qual els grups nacionals tenien l'epicentre esportiu i d'estudi del Vall d'Aran. L'obra, realitzada en un taller de Tolosa, consta d'anells olímpics de diversos colors realitzats amb tubs d'acer inoxidable. Els anells descansen sobre un pedestal de pedra de quatre tones. L'altura del pedestal és de 1,5 m i l'escultura igual, per la qual cosa el conjunt total és de tres metres.

## Exposicions
L'escultura En Parc / Parkean se situà al parc d'Ayete a Sant Sebastià durant 2020 i el 2021. Altres tres obres escultòriques de Jadiku es van col·locar a l'exterior del pavelló Topaleku del parc, tot inclòs amb una mostra que es va completar amb 20 creacions de petit format a l'interior de l'edifici.

Ayete (2020)
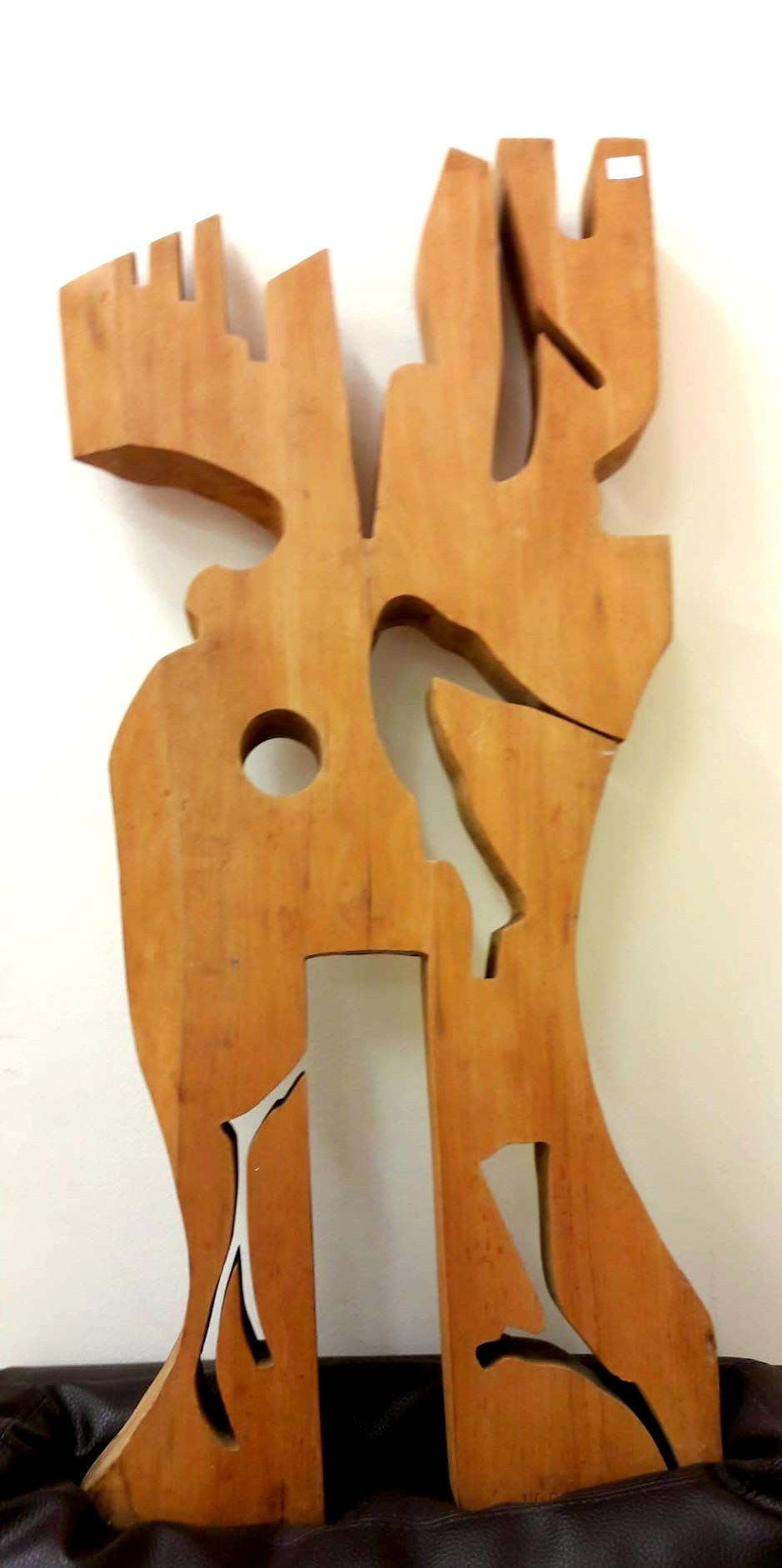
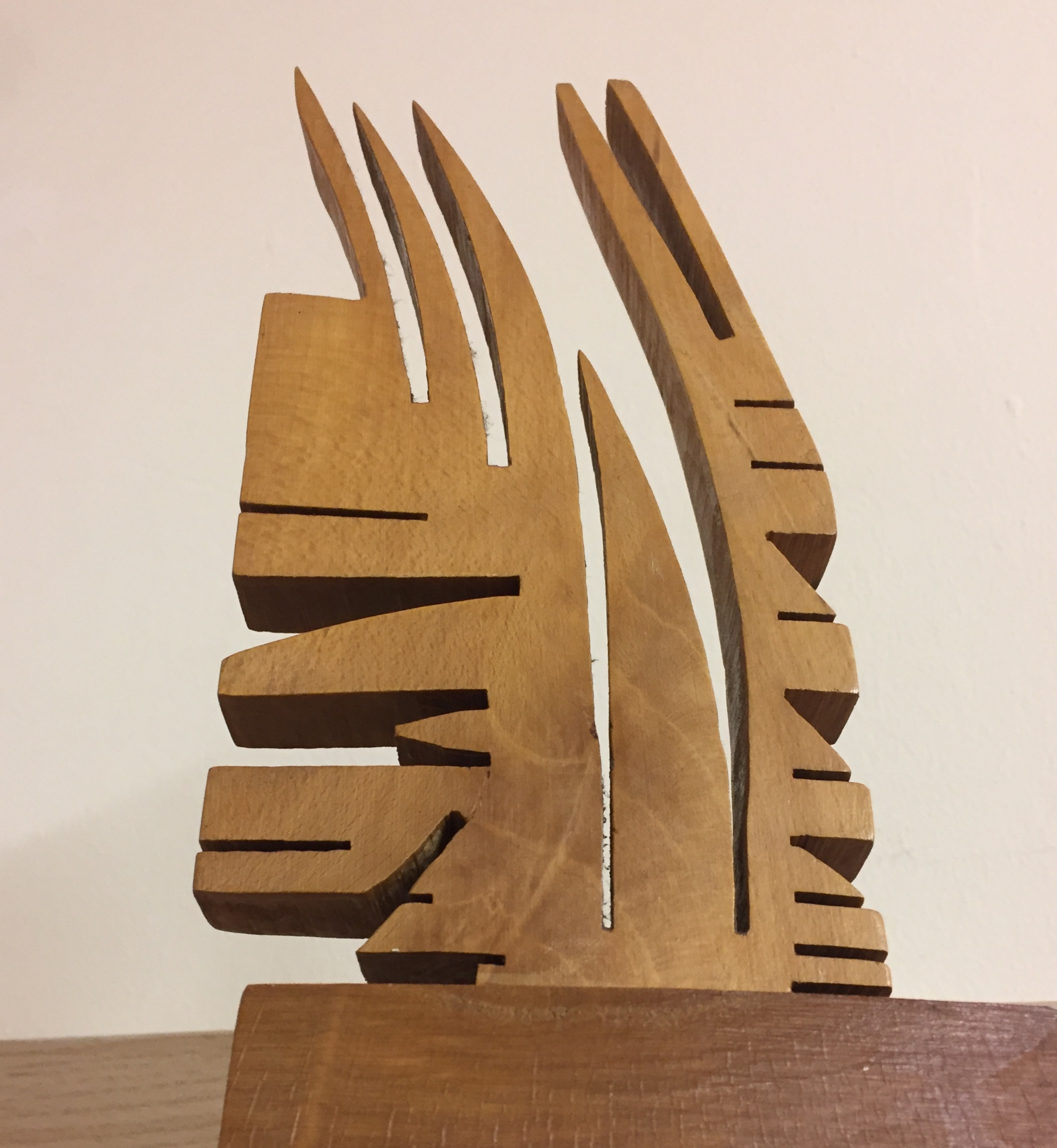
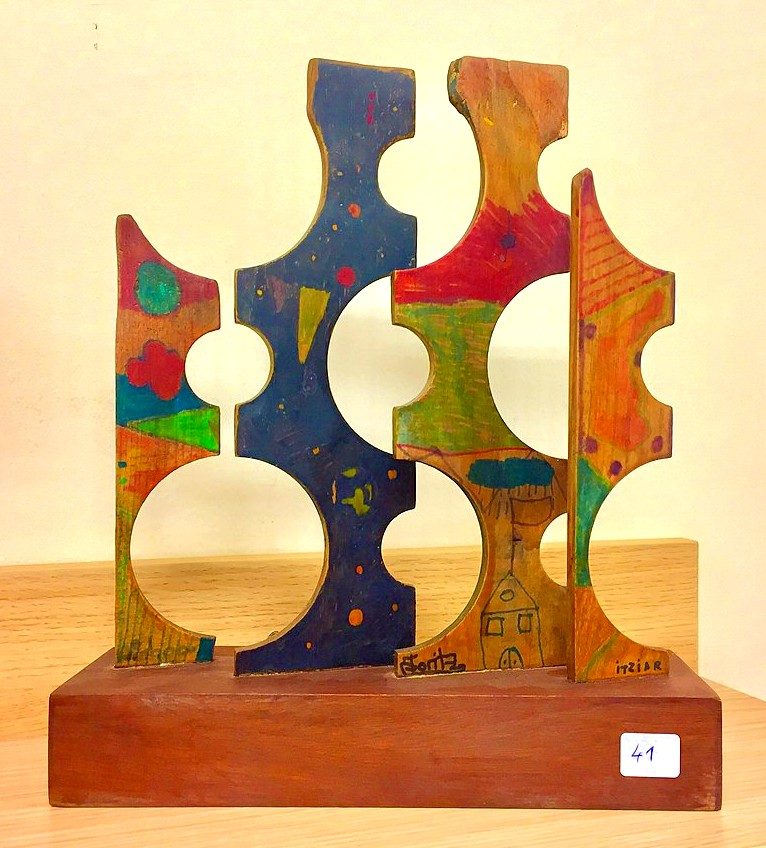
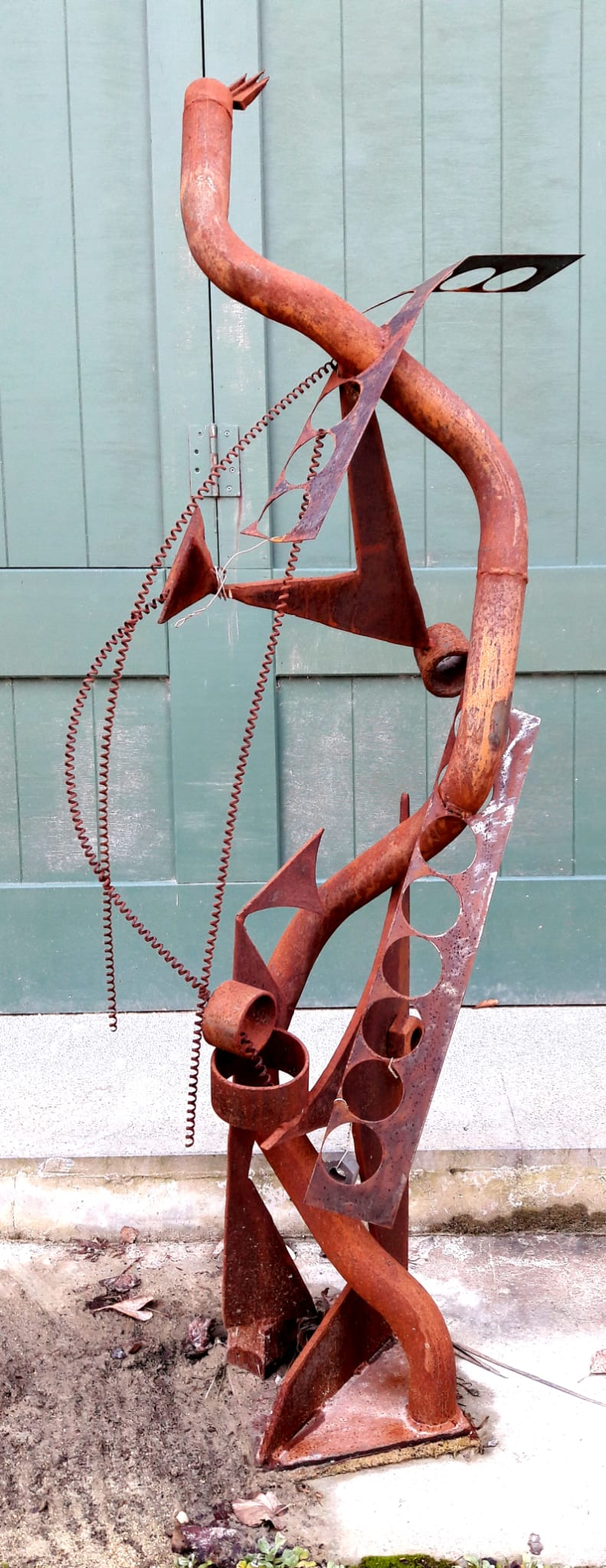
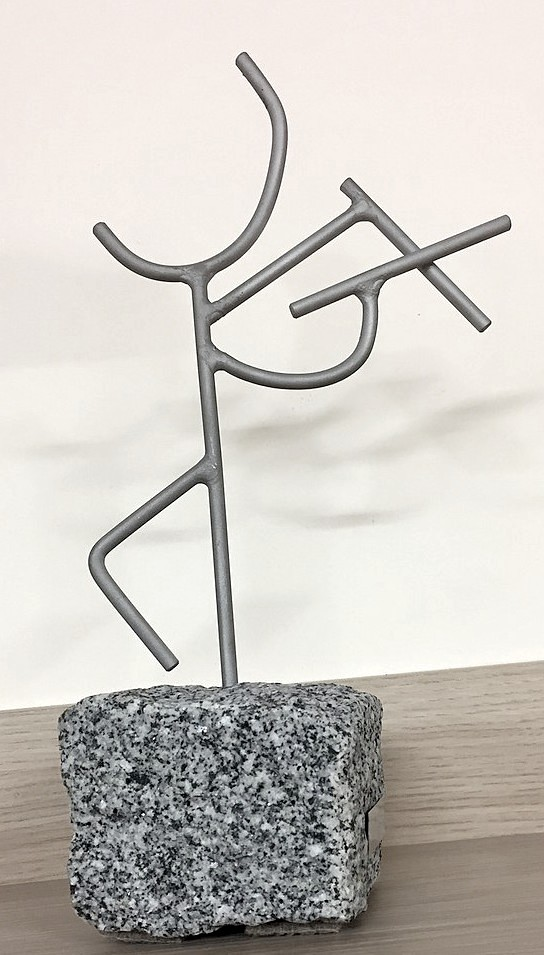
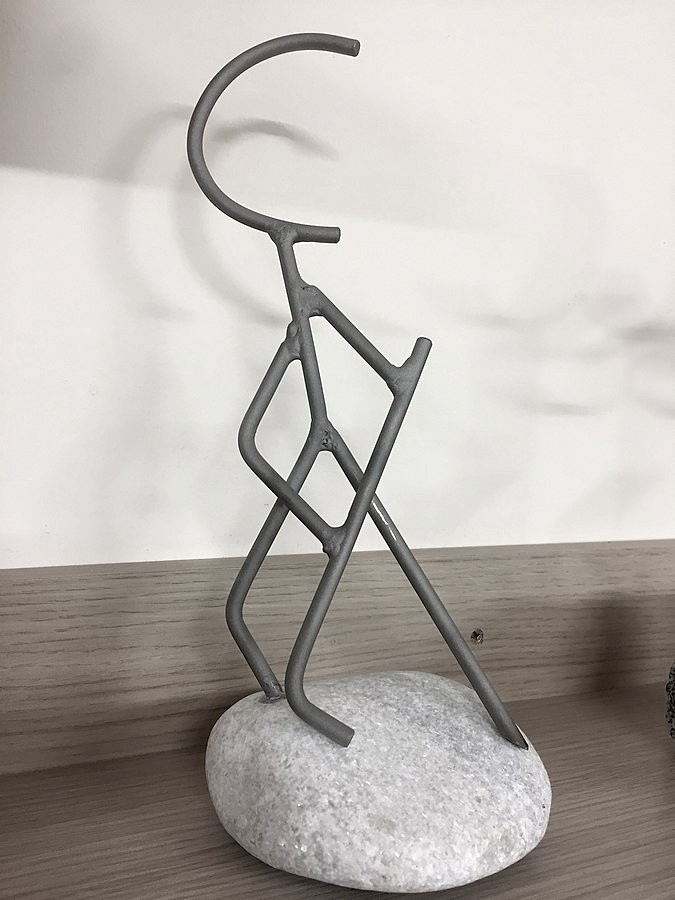